# 6198 Shirakawa
A 6198 Shirakawa (ideiglenes jelöléssel 1992 AF1) a Naprendszer kisbolygóövében található aszteroida. Tsutomu Hioki és Shuji Hayakawa fedezte fel 1992. január 10-én.